# Podosilis afghana
Podosilis afghana es una especie de coleóptero de la familia Cantharidae.

## Distribución geográfica
Habita en Afganistán.